# Calefax
Calefax Rietkwintet is een Nederlands rietblazers-kwintet.
Het ensemble bestaat uit vijf rietblazers met vijf verschillende instrumenten bespeeld door de musici Oliver Boekhoorn (hobo), Bart de Kater (klarinet), Raaf Hekkema (saxofoon), Jelte Althuis (basklarinet) en Alban Wesly (fagot). Het werd in 1985 door onder anderen Raaf Hekkema en Alban Wesly opgericht om een compositie van Willem van Manen te spelen, getiteld het Barlaeus Blaaskwintet. Klarinettist Ivar Berix, die vanaf het begin lid was, verliet het kwintet in 2020. Bart de Kater volgde hem op in 2021.

## Muziek
Het ensemble speelt klassieke muziek met popmentaliteit. Er wordt staande, regelmatig uit het hoofd zonder bladmuziek gemusiceerd en de concerten worden ter plekke mondeling toegelicht. Omdat er aanvankelijk geen origineel repertoire voor deze bezetting bestond arrangeren en (her)componeren de leden al hun eigen muziek. Ze gebruiken daarbij muziek uit de complete muziekgeschiedenis: renaissance, barok, impressionisme en jazz. Ook schrijven hedendaagse componisten speciaal voor Calefax. Er zijn inmiddels ook andere ensembles ontstaan die deze arrangementen uitvoeren.

## Activiteiten
Calefax geeft tientallen concerten per seizoen, waaronder ook in het buitenland. Het ensemble reisde onder andere naar Duitsland, Engeland, Schotland, Spanje, de Verenigde Staten en China. Het ensemble speelt daarbij zowel op podia en festivals voor nieuwe muziek als op oude-muziekfestivals. Calefax werkte samen met onder andere het Orlando Consort, Mad Cows Sing, Audible Lifestream, Zapp String quartet, pianist Ivo Janssen, alt Helena Rasker, jazztrompettist Eric Vloeimans, mezzosopraan Cora Burggraaf, jazz-zangeressen Denise Jannah en Astrid Seriese, het Tony Overwater Trio, choreografe Sanne van der Put en cabaretière Paulien Cornelisse. Calefax geeft ook masterclasses en workshops aan amateurmuzikanten en conservatoriumstudenten. Ook heeft Calefax samen met het Koninklijk Concertgebouw in Amsterdam een aantal jeugdvoorstellingen gemaakt.

## Cd-opnamen
- Cd's van Calefax zijn verschenen op het Duitse label MDG, bij Jazz in Motion en bij Pentatone Classics.

## Prijzen en onderscheidingen
- 1997: Philip Morris Kunstprijs
- 2001: Kersjes van de Groenekan Prijs
- 2005: VSCD-prijs Klassieke Muziek